# 1. Bundesliga 2017-2018 (femminile)
La 1. Bundesliga 2017-2018 si è svolta dal 14 ottobre 2017 al 28 aprile 2018: al torneo hanno partecipato undici squadre di club tedesche e la vittoria finale è andata per la dodicesima volta, la seconda consecutiva, allo Schweriner.

## Regolamento

### Formula
Le squadre hanno disputato un girone all'italiana, con gare di andata e ritorno; al termine della regular season:
- Le prime otto classificate hanno acceduto ai play-off scudetto, strutturati in quarti di finale, semifinali, tutte giocate al meglio di due vittorie su tre gare, e finale, giocata al meglio di tre vittorie su cinque gare.
- L'ultima classificata è retrocessa in 2. Bundesliga.

### Criteri di classifica
Se il risultato finale è stato di 3-0 o 3-1 sono stati assegnati 3 punti alla squadra vincente e 0 a quella sconfitta, se il risultato finale è stato di 3-2 sono stati assegnati 2 punti alla squadra vincente e 1 a quella sconfitta.
L'ordine del posizionamento in classifica è stato definito in base a:
- Punti;
- Numero di partite vinte;
- Ratio dei set vinti/persi;
- Ratio dei punti realizzati/subiti;
- Risultati degli scontri diretti.

## Squadre partecipanti
| Club            | Città      | Palazzetto                              | Stagione precedente                                      |
| --------------- | ---------- | --------------------------------------- | -------------------------------------------------------- |
| Dresdner        | Dresda     | Margon Arena Dresda                     | 3ª in 1. Bundesliga; Semifinali play-off scudetto        |
| Erfurt          | Erfurt     | Riethsporthalle Erfurt                  | 11ª in 1. Bundesliga                                     |
| MTV Stoccarda   | Stoccarda  | SCHARRena Stoccarda                     | 2ª in 1. Bundesliga; Finale play-off scudetto            |
| Münster         | Münster    | Sporthalle Berg Fidel Münster           | 7ª in 1. Bundesliga; Quarti di finale play-off scudetto  |
| Olympia Berlino | Berlino    | Sportforum Hohenschönhausen Berlino     | 12ª in 1. Bundesliga                                     |
| Potsdam         | Potsdam    | MBS Arena Potsdam Potsdam               | 4ª in 1. Bundesliga; Quarti di finale play-off scudetto  |
| PTSV Aachen     | Aquisgrana | Sporthalle Neuköllner Straße Aquisgrana | 8ª in 1. Bundesliga; Quarti di finale play-off scudetto  |
| Schweriner      | Schwerin   | ARENA Schwerin Schwerin                 | 1ª in 1. Bundesliga; Campione di Germania                |
| Suhl            | Suhl       | Sporthalle Wolfsgrube Suhl              | 10ª in 1. Bundesliga; Ottavi di finale play-off scudetto |
| Vilsbiburg      | Vilsbiburg | Ballsporthalle Vilsbiburg               | 6ª in 1. Bundesliga; Quarti di finale play-off scudetto  |
| Wiesbaden       | Wiesbaden  | Sporthalle Deutschen Einheit Wiesbaden  | 5ª in 1. Bundesliga; Semifinali play-off scudetto        |

## Torneo

### Regular season

#### Risultati
| Partite |                               |     |                                   |
|         |                               |     |                                   |
| 14-10   | Potsdam-Dresdner              | 3-2 | 25-20, 18-25, 23-25, 25-23, 15-13 |
| 14-10   | Wiesbaden-Suhl                | 3-0 | 25-17, 25-18, 25-22               |
| 14-10   | Schweriner-Olympia Berlino    | 3-0 | 25-15, 25-19, 25-14               |
| 14-10   | MTV Stoccarda-PTSV Aachen     | 3-1 | 25-21, 23-25, 25-23, 25-22        |
| 15-10   | Münster-Erfurt                | 3-0 | 25-18, 25-15, 25-9                |
| 18-10   | Vilsbiburg-Schweriner         | 1-3 | 19-25, 25-19, 20-25, 23-25        |
| 21-10   | Erfurt-Wiesbaden              | 2-3 | 25-18, 11-25, 25-21, 16-25, 12-15 |
| 21-10   | PTSV Aachen-Vilsbiburg        | 3-1 | 25-18, 19-25, 25-23, 25-14        |
| 21-10   | Suhl-MTV Stoccarda            | 1-3 | 26-24, 13-25, 12-25, 22-25        |
| 22-10   | Dresdner-Münster              | 3-0 | 25-18, 25-17, 25-17               |
| 25-10   | MTV Stoccarda-Erfurt          | 3-0 | 25-17, 25-17, 25-22               |
| 25-10   | Schweriner-Potsdam            | 3-0 | 25-17, 26-24, 25-16               |
| 28-10   | Potsdam-Münster               | 1-3 | 20-25, 16-25, 25-13, 19-25        |
| 28-10   | Wiesbaden-Dresdner            | 1-3 | 25-20, 23-25, 14-25, 17-25        |
| 28-10   | Schweriner-PTSV Aachen        | 3-0 | 28-26, 29-27, 25-18               |
| 28-10   | Vilsbiburg-Suhl               | 3-0 | 25-15, 25-16, 25-22               |
| 01-11   | Olympia Berlino-Dresdner      | 0-3 | 17-25, 19-25, 21-25               |
| 04-11   | Erfurt-Vilsbiburg             | 0-3 | 13-25, 20-25, 18-25               |
| 04-11   | PTSV Aachen-Olympia Berlino   | 3-0 | 25-17, 25-23, 25-17               |
| 04-11   | Suhl-Schweriner               | 0-3 | 21-25, 12-25, 15-25               |
| 04-11   | Münster-Wiesbaden             | 3-1 | 27-29, 25-23, 25-23, 25-23        |
| 05-11   | Münster-Olympia Berlino       | 3-0 | 25-19, 25-16, 25-19               |
| 05-11   | PTSV Aachen-Potsdam           | 3-2 | 25-22, 23-25, 23-25, 25-18, 15-8  |
| 08-11   | Dresdner-MTV Stoccarda        | 3-2 | 25-17, 20-25, 25-27, 28-26, 15-5  |
| 10-11   | Olympia Berlino-Vilsbiburg    | 1-3 | 25-18, 19-25, 20-25, 13-25        |
| 17-11   | Olympia Berlino-Wiesbaden     | 1-3 | 26-24, 11-25, 20-25, 17-25        |
| 18-11   | PTSV Aachen-Suhl              | 3-0 | 25-21, 25-22, 25-19               |
| 18-11   | Schweriner-Erfurt             | 3-0 | 25-15, 25-16, 25-19               |
| 18-11   | Vilsbiburg-Dresdner           | 0-3 | 21-25, 21-25, 20-25               |
| 19-11   | MTV Stoccarda-Münster         | 3-0 | 25-5, 27-25, 25-22                |
| 19-11   | Potsdam-Wiesbaden             | 1-3 | 25-22, 24-26, 17-25, 22-25        |
| 02-12   | Erfurt-PTSV Aachen            | 0-3 | 15-25, 10-25, 21-25               |
| 02-12   | Wiesbaden-MTV Stoccarda       | 1-3 | 9-25, 15-25, 25-19, 17-25         |
| 02-12   | Suhl-Olympia Berlino          | 3-1 | 25-14, 23-25, 25-22, 25-19        |
| 03-12   | Münster-Vilsbiburg            | 3-1 | 25-17, 18-25, 25-17, 25-19        |
| 03-12   | Erfurt-Olympia Berlino        | 3-1 | 17-25, 29-27, 25-23, 25-16        |
| 03-12   | Suhl-Potsdam                  | 1-3 | 14-25, 22-25, 25-17, 23-25        |
| 06-12   | Dresdner-Schweriner           | 3-2 | 20-25, 25-7, 21-25, 27-25, 15-13  |
| 09-12   | PTSV Aachen-Dresdner          | 1-3 | 21-25, 25-20, 18-25, 23-25        |
| 09-12   | Erfurt-Suhl                   | 1-3 | 20-25, 20-25, 25-22, 18-25        |
| 09-12   | Schweriner-Münster            | 3-2 | 22-25, 23-25, 25-18, 25-17, 15-9  |
| 09-12   | Vilsbiburg-Wiesbaden          | 1-3 | 25-16, 23-25, 12-25, 23-25        |
| 09-12   | Olympia Berlino-MTV Stoccarda | 1-3 | 15-25, 25-21, 15-25, 20-25        |
| 10-12   | Potsdam-MTV Stoccarda         | 0-3 | 16-25, 14-25, 18-25               |
| 13-12   | Suhl-Münster                  | 1-3 | 15-25, 24-26, 27-25, 20-25        |
| 16-12   | Dresdner-Suhl                 | 3-0 | 25-20, 25-23, 25-22               |
| 16-12   | Potsdam-Erfurt                | 3-0 | 25-18, 25-12, 25-19               |
| 16-12   | Wiesbaden-Schweriner          | 3-1 | 25-21, 25-20, 23-25, 25-22        |
| 16-12   | MTV Stoccarda-Vilsbiburg      | 3-0 | 25-14, 25-16, 25-14               |
| 17-12   | Münster-PTSV Aachen           | 2-3 | 20-25, 25-23, 28-26, 23-25, 13-15 |
| 26-12   | Schweriner-MTV Stoccarda      | 3-0 | 35-33, 25-19, 27-25               |
| 27-12   | Vilsbiburg-Potsdam            | 3-0 | 25-19, 25-8, 25-22                |
| 28-12   | Erfurt-Dresdner               | 0-3 | 12-25, 15-25, 12-25               |
| 28-12   | PTSV Aachen-Wiesbaden         | 3-0 | 25-17, 25-10, 25-20               |
| 05-01   | Potsdam-PTSV Aachen           | 2-3 | 22-25, 26-24, 19-25, 25-21, 13-15 |

| Partite |                               |     |                                   |
|         |                               |     |                                   |
| 05-01   | Dresdner-Olympia Berlino      | 3-0 | 25-15, 25-13, 25-14               |
| 06-01   | Erfurt-Münster                | 3-2 | 16-25, 18-25, 25-20, 29-27, 15-12 |
| 06-01   | Suhl-Wiesbaden                | 0-3 | 17-25, 24-26, 18-25               |
| 06-01   | Schweriner-Vilsbiburg         | 2-3 | 25-14, 21-25, 25-23, 16-25, 14-16 |
| 13-01   | Vilsbiburg-PTSV Aachen        | 3-0 | 25-19, 25-23, 25-19               |
| 13-01   | Olympia Berlino-Potsdam       | 0-3 | 20-25, 14-25, 21-25               |
| 13-01   | MTV Stoccarda-Suhl            | 3-1 | 17-25, 25-18, 25-22, 25-21        |
| 14-01   | Münster-Dresdner              | 1-3 | 17-25, 18-25, 25-22, 19-25        |
| 14-01   | Olympia Berlino-Schweriner    | 0-3 | 19-25, 11-25, 8-25                |
| 17-01   | Wiesbaden-Erfurt              | 3-0 | 25-17, 25-22, 28-26               |
| 17-01   | Dresdner-Potsdam              | 3-1 | 22-25, 25-19, 25-20, 25-11        |
| 17-01   | PTSV Aachen-MTV Stoccarda     | 1-3 | 19-25, 25-23, 19-25, 25-27        |
| 20-01   | Dresdner-Wiesbaden            | 3-0 | 25-20, 25-17, 27-25               |
| 20-01   | Erfurt-MTV Stoccarda          | 0-3 | 19-25, 13-25, 20-25               |
| 20-01   | PTSV Aachen-Schweriner        | 2-3 | 15-25, 25-15, 25-22, 18-25, 23-25 |
| 20-01   | Suhl-Vilsbiburg               | 3-1 | 33-31, 25-21, 23-25, 25-19        |
| 21-01   | Münster-Potsdam               | 3-0 | 25-19, 25-22, 25-21               |
| 27-01   | Vilsbiburg-Erfurt             | 3-1 | 25-22, 25-15, 20-25, 25-20        |
| 27-01   | Schweriner-Suhl               | 3-0 | 29-27, 25-17, 26-24               |
| 27-01   | Wiesbaden-Münster             | 3-1 | 23-25, 25-15, 25-19, 25-19        |
| 28-01   | MTV Stoccarda-Dresdner        | 3-0 | 25-12, 25-18, 25-19               |
| 31-01   | Potsdam-Schweriner            | 0-3 | 17-25, 16-25, 22-25               |
| 03-02   | Dresdner-Vilsbiburg           | 3-0 | 25-18, 25-13, 25-19               |
| 03-02   | Erfurt-Schweriner             | 0-3 | 19-25, 10-25, 12-25               |
| 03-02   | Suhl-PTSV Aachen              | 0-3 | 14-25, 21-25, 23-25               |
| 04-02   | Münster-MTV Stoccarda         | 1-3 | 17-25, 15-25, 25-16, 15-25        |
| 04-02   | Olympia Berlino-Erfurt        | 1-3 | 17-25, 19-25, 25-20, 14-25        |
| 07-02   | Olympia Berlino-Suhl          | 1-3 | 17-25, 25-20, 14-25, 22-25        |
| 07-02   | Wiesbaden-Potsdam             | 1-3 | 21-25, 22-25, 25-17, 18-25        |
| 10-02   | PTSV Aachen-Erfurt            | 3-0 | 25-9, 25-20, 25-7                 |
| 10-02   | Potsdam-Suhl                  | 3-0 | 25-16, 25-15, 25-9                |
| 10-02   | Vilsbiburg-Münster            | 3-0 | 25-17, 25-18, 25-13               |
| 10-02   | MTV Stoccarda-Wiesbaden       | 3-0 | 25-19, 25-11, 25-18               |
| 11-02   | Vilsbiburg-Olympia Berlino    | 3-0 | 25-17, 25-17, 25-20               |
| 14-02   | Schweriner-Dresdner           | 3-0 | 25-21, 25-23, 25-14               |
| 17-02   | MTV Stoccarda-Olympia Berlino | 3-0 | 25-12, 25-19, 25-17               |
| 17-02   | Dresdner-PTSV Aachen          | 3-0 | 25-21, 25-16, 25-20               |
| 17-02   | Suhl-Erfurt                   | 3-0 | 25-22, 25-13, 25-16               |
| 17-02   | Wiesbaden-Vilsbiburg          | 3-2 | 25-17, 23-25, 25-19, 15-25 ,15-11 |
| 18-02   | MTV Stoccarda-Potsdam         | 3-0 | 25-16, 25-20, 25-14               |
| 18-02   | Münster-Schweriner            | 0-3 | 24-26, 22-25, 19-25               |
| 18-02   | Wiesbaden-Olympia Berlino     | 3-0 | 25-13, 25-16, 25-20               |
| 21-02   | Olympia Berlino-Münster       | 0-3 | 12-25, 13-25, 23-25               |
| 24-02   | Erfurt-Potsdam                | 0-3 | 20-25, 15-25, 16-25               |
| 24-02   | PTSV Aachen-Münster           | 3-1 | 25-17, 25-22, 21-25, 25-22        |
| 24-02   | Vilsbiburg-MTV Stoccarda      | 0-3 | 16-25, 21-25, 19-25               |
| 24-02   | Suhl-Dresdner                 | 0-3 | 18-25, 18-25, 14-25               |
| 25-02   | Schweriner-Wiesbaden          | 2-3 | 16-25, 28-26, 24-26, 25-22, 13-15 |
| 25-02   | Olympia Berlino-PTSV Aachen   | 1-3 | 14-25, 20-25, 25-20, 17-25        |
| 28-02   | Potsdam-Olympia Berlino       | 3-0 | 25-11, 25-21, 25-22               |
| 10-03   | MTV Stoccarda-Schweriner      | 2-3 | 25-23, 21-25, 25-19, 20-25, 12-15 |
| 10-03   | Dresdner-Erfurt               | 3-0 | 25-11, 25-21, 25-12               |
| 10-03   | Münster-Suhl                  | 3-0 | 25-16, 25-18, 25-18               |
| 10-03   | Wiesbaden-PTSV Aachen         | 3-2 | 22-25, 25-16, 25-15, 22-25, 15-7  |
| 10-03   | Potsdam-Vilsbiburg            | 3-1 | 15-25, 25-18, 25-19, 25-15        |

#### Classifica
| Pos. | Squadra         | Pt | G  | V  | P  | SV | SP | Ratio | PF    | PS    | Ratio |
| ---- | --------------- | -- | -- | -- | -- | -- | -- | ----- | ----- | ----- | ----- |
| 1.   | MTV Stoccarda   | 53 | 20 | 17 | 3  | 55 | 16 | 3.438 | 1 702 | 1 361 | 1.251 |
| 2.   | Dresdner        | 50 | 20 | 17 | 3  | 53 | 17 | 3.118 | 1 645 | 1 351 | 1.218 |
| 3.   | Schweriner      | 48 | 20 | 16 | 4  | 55 | 19 | 2.895 | 1 739 | 1 489 | 1.168 |
| 4.   | Wiesbaden       | 35 | 20 | 13 | 7  | 43 | 34 | 1.265 | 1 704 | 1 631 | 1.045 |
| 5.   | PTSV Aachen     | 35 | 20 | 12 | 8  | 43 | 33 | 1.303 | 1 719 | 1 606 | 1.070 |
| 6.   | Münster         | 30 | 20 | 9  | 11 | 37 | 37 | 1.000 | 1 603 | 1 612 | 0.994 |
| 7.   | Potsdam         | 28 | 20 | 9  | 11 | 34 | 38 | 0.895 | 1 522 | 1 557 | 0.978 |
| 8.   | Vilsbiburg      | 27 | 20 | 9  | 11 | 35 | 37 | 0.946 | 1 551 | 1 547 | 1.003 |
| 9.   | Suhl            | 15 | 20 | 5  | 15 | 19 | 49 | 0.388 | 1 412 | 1 603 | 0.881 |
| 10.  | Erfurt          | 9  | 20 | 3  | 17 | 13 | 55 | 0.236 | 1 221 | 1 624 | 0.752 |
| 11.  | Olympia Berlino | 0  | 20 | 0  | 20 | 8  | 60 | 0.133 | 1 230 | 1 667 | 0.738 |

| Qualificata ai play-off scudetto | Retrocessa in 2. Bundesliga |

### Play-off scudetto

#### Tabellone
|  | Quarti di finale | Quarti di finale | Quarti di finale | Quarti di finale | Quarti di finale |  |  | Semifinali | Semifinali    | Semifinali    | Semifinali | Semifinali |            |   | Finale | Finale        | Finale        | Finale        | Finale | Finale | Finale |  |
|  |                  |                  |                  |                  |                  |  |  |            |               |               |            |            |            |   |        |               |               |               |        |        |        |  |
|  | 1                | MTV Stoccarda    | MTV Stoccarda    | 3                | 3                |  |  |            |               |               |            |            |            |   |        |               |               |               |        |        |        |  |
|  | 8                | Vilsbiburg       | Vilsbiburg       | 0                | 0                |  |  | 1          | MTV Stoccarda | MTV Stoccarda | 3          | 3          |            |   |        |               |               |               |        |        |        |  |
|  | 4                | Wiesbaden        | Wiesbaden        | 0                | 0                |  |  | 5          | PTSV Aachen   | PTSV Aachen   | 1          | 0          |            |   |        |               |               |               |        |        |        |  |
|  | 5                | PTSV Aachen      | PTSV Aachen      | 3                | 3                |  |  |            |               |               |            |            |            |   | 1      | MTV Stoccarda | MTV Stoccarda | MTV Stoccarda | 2      | 0      | 1      |  |
|  | 2                | Dresdner         | 2                | 3                | 3                |  |  |            |               | 3             | Schweriner | Schweriner | Schweriner | 3 | 3      | 3             |               |               |        |        |        |  |
|  | 7                | Potsdam          | 3                | 1                | 0                |  |  | 2          | Dresdner      | Dresdner      | 0          | 1          |            |   |        |               |               |               |        |        |        |  |
|  | 3                | Schweriner       | Schweriner       | 3                | 3                |  |  | 3          | Schweriner    | Schweriner    | 3          | 3          |            |   |        |               |               |               |        |        |        |  |
|  | 6                | Münster          | Münster          | 0                | 0                |  |  |            |               |               |            |            |            |   |        |               |               |               |        |        |        |  |

#### Risultati
| Quarti di finale |                          |     |                                   |
|                  |                          |     |                                   |
| 17-03            | MTV Stoccarda-Vilsbiburg | 3-0 | 25-19, 25-15, 25-14               |
| 17-03            | Dresdner-Potsdam         | 2-3 | 25-16, 18-25, 22-25, 25-23, 10-15 |
| 17-03            | Schweriner-Münster       | 3-0 | 25-22, 25-14, 25-20               |
| 17-03            | Wiesbaden-PTSV Aachen    | 0-3 | 22-25, 27-29, 17-25               |

| 24-03 | Vilsbiburg-MTV Stoccarda | 0-3 | 23-25, 13-25, 21-25        |
| 25-03 | Potsdam-Dresdner         | 1-3 | 19-25, 24-26, 25-20, 15-25 |
| 25-03 | Münster-Schweriner       | 0-3 | 15-25, 27-29, 17-25        |
| 21-03 | PTSV Aachen-Wiesbaden    | 3-0 | 25-21, 25-21, 25-23        |

| 28-03 | Dresdner-Potsdam | 3-0 | 25-16, 25-17, 25-12 |

| Semifinali |                           |     |                            |
|            |                           |     |                            |
| 31-03      | MTV Stoccarda-PTSV Aachen | 3-1 | 24-26, 25-19, 26-24, 25-16 |
| 03-04      | Dresdner-Schweriner       | 0-3 | 25-27, 11-25, 16-25        |

| 07-04 | PTSV Aachen-MTV Stoccarda | 0-3 | 19-25, 16-25, 23-25        |
| 07-04 | Schweriner-Dresdner       | 3-1 | 25-21, 25-14, 21-25, 25-13 |

| Finale |                          |     |                                   |
|        |                          |     |                                   |
| 21-04  | MTV Stoccarda-Schweriner | 2-3 | 25-21, 22-25, 22-25, 25-21, 12-15 |
| 25-04  | Schweriner-MTV Stoccarda | 3-0 | 25-22, 25-21, 26-24               |
| 28-04  | MTV Stoccarda-Schweriner | 1-3 | 22-25, 18-25, 25-16, 18-25        |

## Verdetti
| Squadra       | Qualificazione           |
| ------------- | ------------------------ |
| Schweriner    | Champions League 2018-19 |
| MTV Stoccarda | Coppa CEV 2018-19        |
| Dresdner      | Challenge Cup 2018-19    |
| Erfurt        | 2. Bundesliga 2018-19    |

## Statistiche
| Rendimento individuale | Rendimento individuale | Rendimento individuale | Rendimento individuale |
| Pos.                   | Nome                   | Punti                  | Squadra                |
| ---------------------- | ---------------------- | ---------------------- | ---------------------- |
| 1                      | Louisa Lippmann        | 358                    | Schweriner             |
| 2                      | Marta Drpa             | 351                    | Potsdam                |
| 3                      | Piia Korhonen          | 335                    | Dresdner               |
| 4                      | McKenzie Adams         | 310                    | PTSV Aachen            |
| 5                      | Kimberly Drewniok      | 282                    | Wiesbaden              |
| 6                      | Dayana Segovia         | 262                    | Vilsbiburg             |
| 7                      | Erika Mercado          | 258                    | Erfurt                 |
| 8                      | Ivana Vanjak           | 234                    | Münster                |
| 9                      | Mallory McCage         | 231                    | MTV Stoccarda          |
| 10                     | Deborah van Daelen     | 215                    | MTV Stoccarda          |

| Attacchi vincenti | Attacchi vincenti | Attacchi vincenti | Attacchi vincenti |
| Pos.              | Nome              | Punti             | Squadra           |
| ----------------- | ----------------- | ----------------- | ----------------- |
| 1                 | Louisa Lippmann   | 310               | Schweriner        |
| 2                 | Marta Drpa        | 306               | Potsdam           |
| 3                 | Piia Korhonen     | 275               | Dresdner          |
| 4                 | McKenzie Adams    | 256               | PTSV Aachen       |
| 5                 | Kimberly Drewniok | 235               | Wiesbaden         |
| 6                 | Erika Mercado     | 226               | Erfurt            |
| 7                 | Dayana Segovia    | 212               | Vilsbiburg        |
| 8                 | Ivana Vanjak      | 205               | Münster           |
| 9                 | Aisha Skinner     | 179               | Schweriner        |
| 10                | Tanja Großer      | 178               | Wiesbaden         |

| Muri vincenti | Muri vincenti      | Muri vincenti | Muri vincenti   |
| Pos.          | Nome               | Punti         | Squadra         |
| ------------- | ------------------ | ------------- | --------------- |
| 1             | Mallory McCage     | 61            | MTV Stoccarda   |
| 2             | Krista DeGeest     | 48            | Suhl            |
| 3             | Jeanine Stoeten    | 45            | PTSV Aachen     |
| 4             | Josepha Bock       | 43            | Olympia Berlino |
| 5             | Saša Planinšec     | 39            | Dresdner        |
| 5             | Tessa Polder       | 39            | PTSV Aachen     |
| 7             | Lisa Gründing      | 38            | Potsdam         |
| 8             | Leonie Schwertmann | 37            | Vilsbiburg      |
| 9             | Piia Korhonen      | 36            | Dresdner        |
| 9             | Ivana Mrdak        | 36            | Dresdner        |
| 9             | Jennifer Pettke    | 36            | Vilsbiburg      |

| Battute vincenti | Battute vincenti  | Battute vincenti | Battute vincenti |
| Pos.             | Nome              | Punti            | Squadra          |
| ---------------- | ----------------- | ---------------- | ---------------- |
| 1                | Britt Bongaerts   | 46               | PTSV Aachen      |
| 2                | Jennifer Geerties | 39               | Schweriner       |
| 3                | Kimberly Drewniok | 34               | Wiesbaden        |
| 3                | Laura Künzler     | 34               | Vilsbiburg       |
| 5                | Jeanine Stoeten   | 32               | PTSV Aachen      |
| 5                | Ilka van de Vyver | 32               | Vilsbiburg       |
| 7                | Alexandra Malloy  | 30               | Suhl             |
| 8                | Marta Drpa        | 28               | Potsdam          |
| 8                | Femke Stoltenborg | 28               | MTV Stoccarda    |
| 10               | Jennifer Pettke   | 26               | Vilsbiburg       |

NB: I dati sono riferiti esclusivamente alla regular season.